# Fire Country
Fire Country ist eine US-amerikanische Fernsehserie, die von Tony Phelan, Joan Rater und Max Thieriot kreiert wurde und am 7. Oktober 2022 auf CBS Premiere hatte. Im Januar 2023 wurde die Serie um eine zweite Staffel verlängert. Im Februar 2025 wurde eine vierte Staffel bestellt.

## Handlung
Bode Donovan ist ein Sträfling mit einer bewegten Vergangenheit. In der Hoffnung, sich zu rehabilitieren und seine Haftstrafe zu verkürzen, schließt er sich einem Feuerwehrprogramm zur Entlassung aus dem Gefängnis in Nordkalifornien an. Am Ende wird er seiner Heimatstadt zugeteilt, wo er mit ehemaligen Freunden, anderen Insassen und Elite-Feuerwehrleuten zusammenarbeiten muss, um die riesigen Brände zu löschen, die die Region plagen.

## Episodenliste
| Nr. (ges.) | Nr. (St.) | Deutscher Titel                                      | Originaltitel                 | Erstausstrahlung USA | Deutschsprachige Erstausstrahlung (D) | Regie               | Drehbuch                               |
| ---------- | --------- | ---------------------------------------------------- | ----------------------------- | -------------------- | ------------------------------------- | ------------------- | -------------------------------------- |
| 1          | 1         | Pilot                                                | Pilot                         | 7. Okt. 2022         | 11. Sept. 2023                        | James Strong        | Joan Rater, Tony Phelan & Max Thieriot |
| 2          | 2         | Der Prinz von Edgewater                              | The Fresh Prince of Edgewater | 14. Okt. 2022        | 11. Sept. 2023                        | Dermott Downs       | Natalia Fernandez                      |
| 3          | 3         | Wo Rauch ist …                                       | Where There's Smoke...        | 21. Okt. 2022        | 18. Sept. 2023                        | Eagle Egilsson      | David Gould                            |
| 4          | 4         | Arbeiten, nicht Sorgen machen!                       | Work, Don't Worry             | 28. Okt. 2022        | 18. Sept. 2023                        | Jacquie Gould       | Tonya Kong                             |
| 5          | 5         | Wird schon schiefgehen                               | Get Some, Be Safe             | 4. Nov. 2022         | 25. Sept. 2023                        | Gonzalo Amat        | Joan Rater, Tony Phelan, Max Thieriot  |
| 6          | 6         | Wie in alten Zeiten                                  | Like Old Times                | 18. Nov. 2022        | 25. Sept. 2023                        | Erica Watson        | Joan Rater, Tony Phelan, Max Thieriot  |
| 7          | 7         | Man hilft ja gern                                    | Happy To Help                 | 2. Dez. 2022         | 2. Okt. 2023                          | Antonio Negret      | Joan Rater, Tony Phelan, Max Thieriot  |
| 8          | 8         | Der Sündenbock                                       | Bad Guy                       | 9. Dez. 2022         | 2. Okt. 2023                          | Kevin Alejandro     | Joan Rater, Tony Phelan, Max Thieriot  |
| 9          | 9         | Keine gute Tat                                       | No Good Deed                  | 6. Jan. 2023         | 9. Okt. 2023                          | Sarah Wayne Callies | Joan Rater, Tony Phelan, Max Thieriot  |
| 10         | 10        | Verlier nicht die Hoffnung                           | Get Your Hopes Up             | 13. Jan. 2023        | 9. Okt. 2023                          | Laura Nisbet-Peters | Joan Rater, Tony Phelan, Max Thieriot  |
| 11         | 11        | Mama Bär                                             | Mama Bear                     | 20. Jan. 2023        | 16. Okt. 2023                         | Anton Cropper       | Joan Rater, Tony Phelan, Max Thieriot  |
| 12         | 12        | Zwei rosa Linien                                     | Two Pink Lines                | 29. Jan. 2023        | 16. Okt. 2023                         | Dermott Downs       | Joan Rater, Tony Phelan, Max Thieriot  |
| 13         | 13        | Selbsterkenntnis ist der erste Schritt zur Besserung | You Know Your Dragon Best     | 3. Feb. 2023         | 23. Okt. 2023                         | Marie Jamora        | Joan Rater, Tony Phelan, Max Thieriot  |
| 14         | 14        | Ein denkwürdiger Wintermarkt                         | A Fair To Remember            | 10. Feb. 2023        | 23. Okt. 2023                         | Kantu Lentz         | Joan Rater, Tony Phelan, Max Thieriot  |
| 15         | 15        | Falsche Versprechungen                               | False Promises                | 3. März 2023         | 30. Okt. 2023                         | Chi Yoon Chung      | Joan Rater, Tony Phelan, Max Thieriot  |
| 16         | 16        | Führungskräfte                                       | My Kinda Leader               | 10. März 2023        | 30. Okt. 2023                         | Eagle Egilsson      | Joan Rater, Tony Phelan, Max Thieriot  |
| 17         | 17        | Ein Hilfeschrei                                      | A Cry For Help                | 31. März 2023        | 4. Dez. 2023                          | Gonzalo Amat        | Joan Rater, Tony Phelan, Max Thieriot  |
| 18         | 18        | Aus der Spur                                         | Off The Rails                 | 7. Apr. 2023         | 4. Dez. 2023                          | Bill Purple         | Joan Rater, Tony Phelan, Max Thieriot  |
| 19         | 19        | Gefährliche Wege                                     | Watch Your Step               | 21. Apr. 2023        | 11. Dez. 2023                         | Lisa Dermaine       | Joan Rater, Tony Phelan, Max Thieriot  |
| 20         | 20        | Mit letzter Kraft                                    | At The End Of My Rope         | 5. Mai 2023          | 11. Dez. 2023                         | Joy Lane            | Joan Rater, Tony Phelan, Max Thieriot  |
| 21         | 21        | Gegenfeuer                                           | Backfire                      | 12. Mai 2023         | 18. Dez. 2023                         | Max Thieriot        | Joan Rater, Tony Phelan, Max Thieriot  |
| 22         | 22        | Ich weiß, es klingt unmöglich                        | I Know It Feels Impossible    | 19. Mai 2023         | 18. Dez. 2023                         | Dermott Downs       | Joan Rater, Tony Phelan, Max Thieriot  |